# Бокс на літніх Олімпійських іграх 1908
Бокс на літніх Олімпійських іграх 1908

## Загальний медальний залік
| Місце              | Країна             | Золото | Срібло | Бронза | Загалом |
| ------------------ | ------------------ | ------ | ------ | ------ | ------- |
| 1                  | Велика Британія    | 5      | 4      | 5      | 14      |
| 2                  | Австралоазія       | 0      | 1      | 0      | 1       |
| Загалом (2 збірні) | Загалом (2 збірні) | 5      | 5      | 5      | 15      |

## Медалісти
| Вагова категорія             | Золото                                | Срібло                             | Бронза                           |
| ---------------------------- | ------------------------------------- | ---------------------------------- | -------------------------------- |
| Легша вага (до 52,6 кг)      | Альберт Генрі Томас · Велика Британія | Джон Кондон · Велика Британія      | Вілльям Вебб · Велика Британія   |
| Напівлегка вага (до 57,2 кг) | Річард Ганн · Велика Британія         | Чарльз Морріс · Велика Британія    | Г'ю Роддін · Велика Британія     |
| Легка вага (до 63,5 кг)      | Фредерік Грейс · Велика Британія      | Фредерік Спіллер · Велика Британія | Гаррі Джонсон · Велика Британія  |
| Середня вага (до 71,7 кг)    | Джонні Дуглас · Велика Британія       | Реджинальд Бейкер · Австралоазія   | Вілліам Філо · Велика Британія   |
| Важка вага (понад 71,1 кг)   | Альберт Олдман · Велика Британія      | Сідні Еванс · Велика Британія      | Фредерік Паркс · Велика Британія |